# Байдаківське селянське заворушення
Байдаківське селянське заворушення 1905 — виступ селян села Байдаківки (тепер село Байдакове, Олександрійського району, Кіровоградської області) в листопаді 1905 року.

## Історія
Внаслідок жахливих умов життя, байдаківці з селянами з сусідніх селищ Петрополя, Попельнастого, Федорівки, Михайлівки напали на поміщицьку економію, розбирали худобу та продукти харчування, а маток спалили. Влада була змушена надіслати до Байдаківки каральний загін. Між селянами та солдатами відбулася збройна сутичка, в результаті якої було вбито 10 і поранено 9 учасників заворушення. 103 учасників віддано до суду.